# Onufry Półtorak
Onufry Półtorak (ur. 6 lipca 1913 w Kostromie, zm. 11 października 2001 w Rzeszowie) – polski lekkoatleta długodystansowiec, mistrz Polski.
Startował zarówno przed II wojną światową, jak i po niej. Przed wojną był wicemistrzem Polski w biegu maratońskim w 1933 oraz brązowym medalistą w maratonie w 1934 i w biegu na 10 000 metrów w 1935. W pierwszych powojennych mistrzostwach Polski w 1945 zdobył złoty medal w biegu na 5000 metrów i brązowy w biegu na 1500 metrów.
Rekordy życiowe:
- bieg na 5000 metrów – 15:41,8 (6 czerwca 1934, Białystok)
- bieg na 10 000 metrów – 33:24,2 (17 czerwca 1934, Białystok)
- bieg maratoński – 2:52:10,9 (27 sierpnia 1933, Wilno)

Był zawodnikiem Jagiellonii Białystok (1931–1939) i Zjednoczonych Łódź (1945–1948).
Po zakończeniu kariery zawodniczej był działaczem sportowym w Rzeszowie, m.in. sędzią bokserskim i wiceprezesem klubu Walter Rzeszów.